# Захарово (Селивановский район)
Захарово — село в Селивановском районе Владимирской области России, входит в состав Малышевского сельского поселения.

## География
Село расположено в 10 км на юго-восток от центра поселения села Малышево и в 29 км на юг-запад от райцентра рабочего посёлка Красная Горбатка на автодороге 17Н-7 Драчево – Меленки. 

## История
В писцовых книгах 1628—30 годов село Захарово значится за жильцом Иваном Федоровичем Карауловым и за дядею его Степаном Карауловым. Последнему половина села Захарова дана была за осадное сидение при царе Василии Ивановиче Шуйском. В селе была церковь Иоанна Богослова с приделом Федора Тирона, построенная помещиками. В 1724 году вышеупомянутая церковь сгорела и в том же году помещиками Карауловыми построена была новая деревянная церковь. В 1877 году церковь была переделана, кровля покрыта железом. Престол в этой церкви был один во имя святого апостола и евангелиста Иоанна Богослова. В конце XIX века приход состоял из села Захарова и деревень: Савкова, Глебова, Мичкова, в которых по клировым ведомостям числилось 377 мужчин и 394 женщины. В селе Захарове с 1896 года была открыта школа грамоты, а прежняя церковно-приходская школа закрыта за неимением помещения. В годы Советской Власти церковь была утрачена.
В конце XIX — начале XX века село входило с состав Драчёвской волости Меленковского уезда.
С 1929 года село входило в состав Драчевского сельсовета Селивановского района.

## Население
| 1859 | 1926 |
| ---- | ---- |
| 274  | 452  |

| 1859 | 1905 | 1926 | 2002 | 2010 | 2021 |
| ---- | ---- | ---- | ---- | ---- | ---- |
| 274  | ↗287 | ↗452 | ↘36  | ↗40  | ↘30  |